# 许昌银行
许昌银行股份有限公司（简称许昌银行）原名许昌市商业银行，是经中国银监会批准，在许昌市城市信用社基础上于2007年2月15日成立的城市商业银行。许昌市商业银行是河南省首家改制设立的城市商业银行，同时被省政府确定为全省银行业机构中唯一一家省定重点上市后备企业。
2009年5月13日，经中国银监会批准更名为“许昌银行”。
2014年12月26日，开封、安阳、鹤壁、新乡、濮阳、许昌、漯河、三门峡、南阳、商丘、信阳、周口、驻马店等13家河南省市立商业银行以新设合并方式成立中原银行，原各地商业银行更名为中原银行，许昌银行至此退出历史舞台。

## 简介
许昌银行曾下辖14家城区支行和长葛市、禹州市两家县域支行，共有员工584人，累计对许昌市各类企业、个人发放贷款120亿元，连续三年成为许昌市前五家纳税大户之一，连续五年跻身河南省城商行、城信社综合排名前三位。